# 4461 Sayama
4461 Sayama è un asteroide della fascia principale. Scoperto nel 1990, presenta un'orbita caratterizzata da un semiasse maggiore pari a 2,8543824 UA e da un'eccentricità di 0,1260996, inclinata di 15,98818° rispetto all'eclittica.